# 喩
喩（じゅ、ゆ）は、漢姓のひとつ。『百家姓』の36番目。
2020年の中華人民共和国の統計では人数順の上位100姓に入っておらず、台湾の2018年の統計では205番目に多い姓で、2,009人がいる。

## 読み
姓として「喩」の字は通常と同様にユと読むほか、ジュ（「樹」と同音）とも読むという。『大漢和辞典』では喩皓・喩樗ではジュ、喩均・喩智ではユとしているが、何を根拠に読み分けているのかは明らかでない。

## 由来
諸書は何承天『姓苑』を引用し、南昌の姓とし、「諭」とも書くと言い、『西河記』（現存せず、『隋書』経籍志二に見える）を著した東晋の喩帰（諭帰）をあげている。
また、梁の兪薬は武帝から喩姓を授けられ、南宋の喩樗はその子孫であるという。
現在の多くの姓氏辞典の類では後漢の和帝の蒼梧太守であった喩猛という人を載せている。この人物は『万姓統譜』に見えるが、詳細は不明である。

## 著名な人物
- 喩皓（中国語版） - 五代十国から北宋にかけての建築家。
- 喩樗（中国語版） - 南宋の儒学者。
- 喩林祥（中国語版） - 元中国人民武装警察部隊上将。
- 喩丹（中国語版） - 女子射撃選手。
- 喩虹淵（中国語版）（リーン・ユウ） - 台湾の女優。
- ユー・カン（喩亢） - スタントマン。